# Acalypha phleoides
Acalypha phleoides é uma espécie de flor do gênero Acalypha, pertencente à família Euphorbiaceae.